# Orval (Cher)
Orval è un comune francese di 1 958 abitanti situato nel dipartimento del Cher, nella regione del Centro-Valle della Loira.
Il suo territorio comunale è bagnato dal fiume Marmande.

## Società

### Evoluzione demografica
Abitanti censiti